# 霍姆斯海崖
78°13′S 161°35′E / 78.217°S 161.583°E
霍姆斯海崖是南極洲的海崖，位於維多利亞地，海拔高度1,855米，以美國地質調查局的製圖師命名，該海崖現時由南極條約體系管理。